# Ascorhynchus orthostomus
Ascorhynchus orthostomus is een vissensoort uit de familie van de Ascorhynchidae. De wetenschappelijke naam van de soort is voor het eerst geldig gepubliceerd in 1988 door Child.